# Fernando Larrea
Fernando Larrea Martínez (Guayaquil, 21 de julio de 1945 - Quito, 1 de julio de 2016) fue un abogado y político ecuatoriano.

## Biografía
Nació en Guayaquil el 21 de julio de 1945. Realizó sus estudios superiores en la Universidad Católica de Santiago de Guayaquil, donde obtuvo el título de abogado.
Inició su vida pública como parte del equipo del alcalde de Guayaquil, Raúl Baca Carbo, durante los años de la dictadura militar. En el municipio se desempeñó como procurador síndico (de 1974 a 1976), presidente del directorio de la Empresa Municipal de Agua Potable de Guayaquil (de 1975 a 1976) y presidente del directorio de la empresa municipal de alcantarillado.
Tras el retorno a la democracia ingresó junto a Baca Carbo y Xavier Ledesma al partido Izquierda Democrática. En las elecciones seccionales de 1978 participó como candidato a la prefectura de la provincia de Guayas, pero no resultó elegido.
En las elecciones legislativas de 1984 fue elegido diputado en representación de Guayas por la Izquierda Democrática. En 1985 fue nombrado presidente de la comisión de fiscalización del Congreso Nacional.
Tiempo después se separó de la Izquierda Democrática y se unió al Partido Roldosista Ecuatoriano, con el que volvió a ser elegido diputado en representación de Guayas, en 1990. En las elecciones legislativas de 1992 fue elegido diputado nacional, pero se separó del Partido Roldosista antes de terminar su periodo, por lo que continuó como independiente.
En octubre de 2003 fue nombrado subsecretario de gobierno, durante la presidencia de Lucio Gutiérrez. Posteriormente fue designado como el delegado del presidente en la empresa pública de telefonía Pacifictel.
A finales de 2005 fue el abogado de Lucio Gutiérrez durante su encarcelamiento, que ocurrió cuando el expresidente regresó al país luego de haber renunciado al asilo político que le había sido otorgado en Colombia.
Falleció el 1 de julio de 2016 en el Hospital Metropolitano de Quito a causa de un cáncer hepático.